# Tomasz Trzciński
Tomasz Trzciński (ur. w 1987 Ostrzeszowie) – polski naukowiec, profesor w dziedzinie nauk inżynieryjno-technicznych, zaangażowany w badania naukowe w obszarze sztucznej inteligencji.

## Życiorys

### Wykształcenie
Szkołę średnią ukończył w Ostrzeszowie – I Liceum Ogólnokształcące. Ukończył równolegle i uzyskał podwójny dyplom magistra inżyniera na Universitat Politècnica de Catalunya oraz Politecnico di Torino w 2011.
W 2014 na podstawie rozprawy Learning and Matching Binary Local Feature Descriptors, której promotorami byli Pascal Fua i Vincent Lepetit, uzyskał w École Polytechnique Fédérale de Lausanne stopień doktora (PhD) informatyki. Stopień doktora habilitowanego w dziedzinie nauk inżynieryjno-technicznych, w dyscyplinie informatyka, uzyskał w 2020 na Politechnice Warszawskiej, na podstawie cyklu publikacji Metody estymacji subiektywnych atrybutów charakteryzujących materiały wizualne z wykorzystaniem głębokich sieci neuronowych. Tytuł naukowy profesora w dyscyplinie informatyka techniczna i telekomunikacja uzyskał w lipcu 2024.
Odbył staże naukowe na Uniwersytecie Stanforda w 2017 oraz na Nanyang Technological University w Singapurze w 2019. W latach 2020–2023 był członkiem zespołu uczenia maszynowego GMUM na Uniwersytecie Jagiellońskim.

### Aktywność zawodowa
Pracował w Google w 2013, Qualcomm w 2012 oraz w Telefónice w 2010. Pełni funkcję Senior Member w IEEE. Jest członkiem ELLIS Society i dyrektorem jej warszawskiego oddziału. Jest członkiem ALICE Collaboration w CERN. Od 2015 jest pracownikiem Politechniki Warszawskiej w Instytucie Informatyki Wydziału Elektroniki i Technik Informacyjnych. Kieruje pracami zespołu zajmującego się rozpoznawaniem obrazów CVLab. Jest ekspertem Narodowego Centrum Nauki i Fundacji na rzecz Nauki Polskiej. Kieruje pracami grupy uczenia maszynowego w IDEAS NCBR, polskim centrum badawczym w obszarze sztucznej inteligencji – ośrodek badawczo-rozwojowy powołany przez Narodowe Centrum Badań i Rozwoju.
Jest współwłaścicielem oraz Chief Scientist w Tooploox, firmy która znalazła się w 2018 na liście Financial Times najszybciej rozwijających się firm w Europie (30 miejsce), a także współzałożycielem startupu technologicznego Comixify, wykorzystującego metody sztucznej inteligencji do edycji wideo.
Jest recenzentem prac publikowanych w czasopismach IEEE Transactions on Pattern Analysis and Machine Intelligence (TPAMI), International Journal of Computer Vision (IJCV), Computer Vision and Image Understanding (CVIU), oraz członkiem komitetów organizacyjnych konferencji, m.in. Computer Vision and Pattern Recognition Conference (CVPR), International Conference on Computer Vision (ICCV23) i International Conference on Machine Learning (ICML).
Wśród zainteresowań naukowych Trzcińskiego są: widzenie maszynowe (symultaniczna lokalizacja i mapowanie, wyszukiwanie wizualne), uczenie maszynowe (głębokie sieci neuronowe, modele generatywne, uczenie ciągłe), uczenie reprezentacji (deskryptory binarne).